# Mandevilla andina
Mandevilla andina är en oleanderväxtart som beskrevs av J.F.Morales och A.Fuentes. Mandevilla andina ingår i släktet Mandevilla och familjen oleanderväxter. Inga underarter finns listade i Catalogue of Life.